# Парламентские выборы в Норвегии (1900)
Парламентские выборы в Норвегии проходили с 20 августа по 10 сентября 1900 года и стали первыми после введения всеобщего избирательного права для мужчин. В результате победу одержала Либеральная партия, получившая 77 из 114 мест парламента. Это был последний случай, когда какая-либо партия получила абсолютное большинство в парламенте Норвегии.

## Ход выборов
Выборы 1900 года стали первыми в Норвегии после введения всеобщего избирательного права для мужчин и предпоследними парламентскими выборами с непрямым голосованием, когда избиратели голосовали не за депутатов, а за выборщиков. В каждом избирательном округе затем выборщики избирали депутатов. В сельской местности в каждом из 18 округов проводились избирательные собрания, на которых избирались от 2 до 5 депутатов из 75 депутатов парламента. На городских избирательных участках были назначены один, два или четыре из 39 депутатов парламента.
Выборы проводились в период с 20 августа по 10 сентября 1900 года. На 431 выборах в сельской местности было выдвинуто в общей сложности 3 582 выборщика. На 39 выборах в городах было выдвинуто в общей сложности 2015 выборщиков. Избирательные собрания проводились в период с 27 августа по 22 октября 1900 года. Избирательные собрания в округах Смаленен и Сёндре-Бергенхус были отклонены, а новые собрания по выборам были проведены 1 ноября 1900 года и 19 апреля 1901 года, соответственно. Новый Стортинг начал работу 11 октября 1900 года.

## Результаты
| Партия                                | Партия                                | Голоса  | %    | Места | +/- |
| ------------------------------------- | ------------------------------------- | ------- | ---- | ----- | --- |
|                                       | Либеральная партия                    | 127 142 | 54,0 | 77    | -2  |
|                                       | Консервативная партия                 | 96 092  | 40,8 | 31    | +6  |
|                                       | Умеренная либеральная партия          | 96 092  | 40,8 | 6     | -4  |
|                                       | Рабочая партия                        | 7 013   | 3,0  | 0     | 0   |
|                                       | Прочие партии                         | 5 163   | 2,2  | 0     | -   |
| Недействительных/пустых бюллетеней    | Недействительных/пустых бюллетеней    | 3 207   | -    | -     | -   |
| Всего                                 | Всего                                 | 238 617 | 100  | 114   | 0   |
| Зарегистрированных избирателей / Явка | Зарегистрированных избирателей / Явка | 416 593 | 57,3 | -     | -   |
| Источники: Nohlen & Stöver            |                                       |         |      |       |     |